# うごくちゃん
うごくちゃん（2月11日 - 2020年12月31日）は、日本のYouTuber、ゲーム実況者。愛称はうごご。

## 来歴
FPSゲーム『Call of Duty』を配信していた女の子と仲良くなりたいと思ったのがゲームを始めたきっかけ。実況者ジャンヌに実況に誘われ、収入になることから承諾した。2016年6月に個人チャンネルを開設し、『荒野行動』や『Call of Duty』、『フォートナイト』などFPSゲームの実況プレイ動画を配信する。「ロリ幼女」とも呼ばれた可愛らしい声や、過激な下ネタ発言などの独特の言動が人気を呼び、2020年10月にはチャンネル登録者数が50万人に達した。単独での動画出演の他、てんちむこと橋本甜歌など他のYouTuberとの共演もあり、特にオパシ、ざんげちゃん、柊みゅうとは実況者チーム「いつもの4人（いつよん）」を結成し、コラボレーション企画が人気を博していた。2018年よりヴィレッジヴァンガードにてグッズ販売が行われ、2019年4月17日に発売された、トラックメイカーのYunomiとYUC’eが主宰する未来茶レコードによるCD『未来茶屋 vol.1』にも参加した。また、松竹による南座の新開場を記念した『京都ミライマツリ2019』の前半日程「音マツリ–OTOMATSURI–」のステージに登壇した。
2020年11月、「いつ４（いつよん）」を解散。WEBマガジンの『WEZZY』は、これによってうごくちゃんが精神的に不安定になったと報じている。
2020年12月31日、死去。訃報は2021年1月8日に、所属事務所のStudio Coupより発表された。死因は明らかにされず、また訃報の後Studio Coupはツイッターで、同事務所所属のクリエイターに対する誹謗中傷を控えるようツイートした。
その翌日、Studio Coupは生前に収録された動画を公開した。Adoの楽曲「うっせぇわ」を歌ったこの動画は、1日足らずで350万回を超える再生数を記録し、動画のコメント欄では故人への感謝や冥福を祈るコメントが寄せられ、Ado本人からも追悼のコメントが寄せられた。
2021年8月、ガイドライン違反を理由にチャンネルの公開が停止。同年11月18日、総長ウララが自身の動画内で、新たにうごくちゃんのYouTubeチャンネルを開設し、うごくちゃんの弟であるイブの管理のもと運営される旨を公表。動画内で総長ウララは、今後同チャンネル内でうごくちゃんのパソコンに残っている動画を公開するにあたり、アーカイブが少ないため、動画を保存している人がいれば送って欲しいと呼び掛けた。

## 作品

### 楽曲
| 配信日        | アーティスト | タイトル                                               |
| ------------- | ------------ | ------------------------------------------------------ |
| 2019年4月28日 | Neko Hacker  | Hack You - Neko Hacker (feat.うごくちゃん)             |
| 2019年5月18日 | Neko Hacker  | ガチで恋するお前らへ - Neko Hacker (feat.うごくちゃん) |
| 2020年6月29日 | Neko Hacker  | 曖昧サイボーグ-Neko Hacker (feat.うごくちゃん)         |